# Liste der Monuments historiques in Port-de-Piles
Die Liste der Monuments historiques in Port-de-Piles führt die Monuments historiques in der französischen Gemeinde Port-de-Piles auf.

## Liste der Objekte
| Bezeichnung                | Beschreibung          | Standort                           | Kennzeichnung | Schutzstatus | Datum | Bild |
| -------------------------- | --------------------- | ---------------------------------- | ------------- | ------------ | ----- | ---- |
| Skulptur Christus am Kreuz | Holz, 17. Jahrhundert | in der Kirche Ste-Radegonde (Lage) | PM86001459    | Inscrit      | 1998  |      |
| Skulptur Christus am Kreuz | Holz, 17. Jahrhundert | in der Kirche Ste-Radegonde (Lage) | PM86001458    | Inscrit      | 1998  |      |